# Hasarius bellicosus
Hasarius bellicosus là một loài nhện trong họ Salticidae.
Loài này thuộc chi Hasarius. Hasarius bellicosus được Elizabeth Maria Gifford Peckham & George William Peckham miêu tả năm 1896.